# لشنگوف ویلکی
لشنگوف ویلکی (به لهستانی: Leśniów Wielki) یک روستا در لهستان است که در گمینا چروینگسک واقع شده‌است.
 لشنگوف ویلکی  ۵۳۶ نفر جمعیت دارد و ۱۹ متر بالاتر از سطح دریا واقع شده‌است.